# Ronde van Italië 2015/Dertiende etappe
De dertiende etappe van de Ronde van Italië 2015 werd verreden op 22 mei 2015. De renners reden een vlakke rit van 147 kilometer van Montecchio Maggiore naar Jesolo. De etappe was vrijwel geheel vlak: de start (op 55 meter hoogte) was het dak van de rit. Ritwinnaar werd de Italiaan Sacha Modolo, die in de sprint zijn landgenoten Giacomo Nizzolo en Elia Viviani naar de tweede en derde plek verwees. Door een valpartij op iets meer dan drie kilometer van de streep ontstond er een scheur in het peloton en verloren meerdere renners tijd. Klassementsleider Alberto Contador kwam, samen met onder meer de Astana-coureurs Mikel Landa en Dario Cataldo (derde en vierde in de stand) binnen op veertig seconden. Hierdoor verloor Contador zijn roze trui aan Fabio Aru. Cataldo zakte naar de vijfde plek, ten gunste van Roman Kreuziger. 

## Verloop
Nadat er eerst wat pogingen werden gedaan, slaagden Marco Frapporti, Jérôme Pineau en Rick Zabel erin om te ontsnappen. Mauro Finetto en Riccardo Stacchiotti deden een poging om aan te sluiten bij het koptrio, maar zij werden teruggepakt. Frapporti, Pineau en Zabel kregen maximaal twee minuten en aangezien er geen bergen in deze rit zaten, konden ze onderweg alleen strijden om de tussensprints. De eerste daarvan werd gewonnen door Frapporti, de tweede door Zabel.
Noemenswaardig was het feit dat de drie koplopers moesten wachten bij een gesloten spoorwegovergang. Op ongeveer honderd kilometer van de streep gingen de spoorbomen dicht, waardoor de drie halt moesten houden. Even later werd ook het peloton tijdelijk stopgezet, zodat de koplopers met dezelfde voorsprong door konden rijden. Een kleine twintig kilometer voor Jesolo werden de koplopers ingerekend. Een massasprint werd verwacht, maar door een valpartij op ongeveer drieënhalve kilometer voor de meet liep het toch anders.
In de groep renners die voor de val zaten, wisten de Lampre-ploegmaten van Sacha Modolo de sprint goed aan te trekken voor de Italiaan; hij slaagde er ook in om landgenoot Giacomo Nizzolo met ongeveer een half wiel verschil te verslaan. Elia Viviani werd derde en nam de rode trui over van Nicola Boem. Ook de roze trui veranderde van eigenaar: omdat de valpartij niet binnen de laatste drie kilometer had plaatsgevonden, werd elke verloren seconde daadwerkelijk in rekening gebracht. Alberto Contador eindigde op veertig tellen van de winnaar en moest het roze afstaan aan Fabio Aru. Ook de nummers drie, vier en zeven van het klassement (respectievelijk Mikel Landa, Dario Cataldo en Giovanni Visconti) eindigden in de groep-Contador. Leopold König - voor deze rit tiende op 2'44" - gaf twee minuten toe en zakte naar de vijftiende plek.

### Tussensprints
| Tussensprint Santa Maria di Sala na 58,4 km |                      |        |
| Plaats                                      | Naam                 | Punten |
| Winnaar                                     | Marco Frapporti      | 20     |
| 2                                           | Rick Zabel           | 12     |
| 3                                           | Jérôme Pineau        | 8      |
| 4                                           | Giacomo Nizzolo      | 6      |
| 5                                           | Eduard-Michael Grosu | 4      |
| 6                                           | Sonny Colbrelli      | 3      |
| 7                                           | Elia Viviani         | 2      |
| 8                                           | Nicola Boem          | 1      |

| Tussensprint Mestre na 77,3 km |                      |        |
| Plaats                         | Naam                 | Punten |
| Winnaar                        | Rick Zabel           | 20     |
| 2                              | Marco Frapporti      | 12     |
| 3                              | Jérôme Pineau        | 8      |
| 4                              | Nicola Boem          | 6      |
| 5                              | Giacomo Nizzolo      | 4      |
| 6                              | Elia Viviani         | 3      |
| 7                              | Philippe Gilbert     | 2      |
| 8                              | Riccardo Stacchiotti | 1      |

### Meeste kopkilometers
| Naam            | Kilometers |
| --------------- | ---------- |
| Jérôme Pineau   | 124        |
| Rick Zabel      | 124        |
| Marco Frapporti | 124        |

De dagprijs ging naar Pineau omdat hij (142) hoger in de rituitslag eindigde dan Busato (149) en Marangoni (182).

## Uitslag
| Montecchio Maggiore - Jesolo (147 km) |                      |                         |          |
| Plaats                                | Naam                 | Ploeg                   | Tijd     |
| Winnaar                               | Sacha Modolo (E)     | Lampre-Merida           | 3u03'08" |
| 2                                     | Giacomo Nizzolo      | Trek Factory Racing     | z.t.     |
| 3                                     | Elia Viviani         | Team Sky                | z.t.     |
| 4                                     | Aleksandr Porsev     | Katjoesja               | z.t.     |
| 5                                     | Eduard-Michael Grosu | Nippo-Vini Fantini      | z.t.     |
| 6                                     | Maximiliano Richeze  | Lampre-Merida           | z.t.     |
| 7                                     | Moreno Hofland       | LottoNL-Jumbo           | z.t.     |
| 8                                     | Nicola Ruffoni       | Bardiani CSF            | z.t.     |
| 9                                     | Luka Mezgec          | Giant-Alpecin           | z.t.     |
| 10                                    | Heinrich Haussler    | IAM                     | z.t.     |
| 11                                    | Davide Appollonio    | Androni Giocattoli-Sid. | z.t.     |
| 12                                    | Alessandro Petacchi  | Southeast               | z.t.     |
| 13                                    | André Greipel        | Lotto Soudal            | z.t.     |
| 14                                    | Michael Matthews     | Orica-GreenEdge         | z.t.     |
| 15                                    | Eugert Zhupa         | Southeast               | +4"      |

## Klassementen
| Algemeen klassement |                   |                  |           |
| Plaats              | Naam              | Ploeg            | Tijd      |
| Roze trui           | Fabio Aru         | Astana           | 54u20'35" |
| 2                   | Alberto Contador  | Tinkoff-Saxo     | +19"      |
| 3                   | Mikel Landa       | Astana           | +1'14"    |
| 4                   | Roman Kreuziger   | Tinkoff-Saxo     | +1'38"    |
| 5                   | Dario Cataldo     | Astana           | +1'49"    |
| 6                   | Rigoberto Urán    | Etixx-Quick Step | +2'02"    |
| 7                   | Damiano Caruso    | BMC              | +2'12"    |
| 8                   | Andrey Amador     | Movistar         | +2'21"    |
| 9                   | Giovanni Visconti | Movistar         | +2'40"    |
| 10                  | Joeri Trofimov    | Katjoesja        | +3'15"    |

| Puntenklassement |                 |                     |        |
| Plaats           | Naam            | Ploeg               | Punten |
| Rode trui        | Elia Viviani    | Team Sky            | 119    |
| 2                | Giacomo Nizzolo | Trek Factory Racing | 119    |
| 3                | Nicola Boem     | Bardiani CSF        | 109    |
| 4                | Sacha Modolo    | Lampre-Merida       | 91     |
| 5                | André Greipel   | Lotto Soudal        | 88     |

| Bergklassement |                   |                  |        |
| Plaats         | Naam              | Ploeg            | Punten |
| Blauwe trui    | Beñat Intxausti   | Movistar         | 61     |
| 2              | Simon Geschke     | Giant-Alpecin    | 53     |
| 3              | Carlos Betancur   | AG2R La Mondiale | 46     |
| 4              | Steven Kruijswijk | LottoNL-Jumbo    | 43     |
| 5              | Paolo Tiralongo   | Astana           | 23     |

| Jongerenklassement |                        |                   |           |
| Plaats             | Naam                   | Ploeg             | Tijd      |
| Witte trui         | Fabio Aru              | Astana            | 54u20'35" |
| 2                  | Davide Formolo         | Cannondale-Garmin | +3'59"    |
| 3                  | Esteban Chaves         | Orica-GreenEdge   | +43'35"   |
| 4                  | Jan Polanc             | Lampre-Merida     | +49'31"   |
| 5                  | Francesco M. Bongiorno | Bardiani CSF      | +1u00'50" |

| Ploegenklassement (tijd) |                   |            |
| Plaats                   | Ploeg             | Tijd       |
| 1                        | Astana            | 162u23'40" |
| 2                        | BMC               | +6'14"     |
| 3                        | Movistar          | +7'14"     |
| 4                        | Team Sky          | +7'56"     |
| 5                        | Cannondale-Garmin | +30'32"    |

| Ploegenklassement (punten) |                 |      |
| Plaats                     | Ploeg           | Tijd |
| 1                          | Astana          | 287  |
| 2                          | Lampre-Merida   | 242  |
| 3                          | BMC             | 205  |
| 4                          | Movistar        | 201  |
| 5                          | Orica-GreenEdge | 197  |

### Overige klassementen
| Tussensprintklassement |                 |                         |        |
| Plaats                 | Naam            | Ploeg                   | Punten |
| 1                      | Marco Frapporti | Androni Giocattoli-Sid. | 36     |
| 2                      | Marco Bandiera  | Androni Giocattoli-Sid. | 30     |
| 3                      | Nicola Boem     | Bardiani CSF            | 29     |

| Combativiteitsklassement |                  |                     |        |
| Plaats                   | Naam             | Ploeg               | Punten |
| 1                        | Nicola Boem      | Bardiani CSF        | 27     |
| 2                        | Philippe Gilbert | BMC                 | 21     |
| 3                        | Giacomo Nizzolo  | Trek Factory Racing | 21     |

| Strijdlustklassement |                |                         |        |
| Plaats               | Naam           | Ploeg                   | Punten |
| 1                    | Nicola Boem    | Bardiani CSF            | 420    |
| 2                    | Marco Bandiera | Androni Giocattoli-Sid. | 373    |
| 3                    | Alan Marangoni | Cannondale-Garmin       | 345    |

| Azzurri d'Italia |                  |               |        |
| Plaats           | Naam             | Ploeg         | Punten |
| 1                | Philippe Gilbert | BMC           | 5      |
| 2                | Diego Ulissi     | Lampre-Merida | 5      |
| 3                | Sacha Modolo     | Lampre-Merida | 5      |

| Premio Energy |                  |                     |        |
| Plaats        | Naam             | Ploeg               | Punten |
| 1             | Philippe Gilbert | BMC                 | 7      |
| 2             | Fabio Felline    | Trek Factory Racing | 5      |
| 3             | Juan José Lobato | Movistar            | 5      |

## Opgaves
- Simon Gerrans (Orica-GreenEdge)

1e etappe ·
2e etappe ·
3e etappe ·
4e etappe ·
5e etappe ·
6e etappe ·
7e etappe ·
8e etappe ·
9e etappe ·
10e etappe ·
11e etappe ·
12e etappe ·
13e etappe ·
14e etappe ·
15e etappe ·
16e etappe ·
17e etappe ·
18e etappe ·
19e etappe ·
20e etappe ·
21e etappe
Startlijst · Eindstanden · Afbeeldingen